# Dillo
Dillo je jednoduchý grafický multiplatformní webový prohlížeč napsaný v jazycích C a C++, používá knihovnu FLTK2 a renderovací jádro Gzilla. Z důvodu nízkých hardwarových nároků může fungovat i na starších, nevýkonných počítačích. Poprvé byl vydán v prosinci roku 1999.
Podpora pro CSS, Javu, JavaScript a rámy je buď velmi omezená, nebo žádná, nicméně se připravuje implementace CSS.